# Narodowy Dzień Pamięci Ofiar Niemieckich Nazistowskich Obozów Koncentracyjnych i Obozów Zagłady
Narodowy Dzień Pamięci Ofiar Niemieckich Nazistowskich Obozów Koncentracyjnych i Obozów Zagłady – polskie święto obchodzone co roku 14 czerwca, uchwalone 8 czerwca 2006 roku przez Sejm Rzeczypospolitej Polskiej w 66. rocznicę przybycia pierwszego masowego transportu więźniów do KL Auschwitz. Pierwotnie jego nazwa brzmiała Narodowy Dzień Pamięci Ofiar Nazistowskich Obozów Koncentracyjnych, z inicjatywy senator Lidii Staroń została zmieniona na obecną w roku 2015.